# Josef Ignaz Mildorfer
Josef Ignaz Mildorfer, né le 13 octobre 1719 à Innsbruck et mort le 8 décembre 1775 à Vienne, est un peintre autrichien. 

## Biographie
Initié par son père, le peintre Michael Ignaz Mildorfer, Josef Ignaz Mildorfer est ensuite formé par Paul Troger à l'Académie de Vienne et y remporte le grand prix de l'Académie en 1742. L'année suivante, il réalise les décors de la basilique Sainte Marie de Hafnerberg dans la commune de Altenmarkt an der Triesting. Il est nommé professeur de peinture à l'Académie de Vienne en 1751. La même année, il devient peintre de cour de la princesse Éléonore de Savoie et est notamment chargé de la réalisation de fresques pour la ménagerie du Zoo de Schönbrunn. Congédié de l'Académie pour fraude fiscale en 1756, il est ensuite au service de Nicolas Ier Joseph Esterházy qui le charge de réaliser les fresques du Palais Esterházy à Fertőd.